# Линия 3 (Истанбулско метро)
Линия 3 (на турски: M3, Bakırköy Sahil – Kayaşehir Merkez) е линия на Истанбулското метро с дължина 26,7 км, разположена в европейската част на Истанбул. Открита е през 2013 г. Състои се от 19 метростанции, като крайни гари са станциите „Бакъркьой-крайбрежие“ в Бакъркьой и „Каяшехир-център“ в Башакшехир.

## Станции
| Ред | Станция                | на турски            | Околия       | Връзки с други линии | Обекти в близост |
| --- | ---------------------- | -------------------- | ------------ | --- | --- |
| 1   | „Бакъркьой-крайбрежие“ | Bakırköy Sahil       | Бакъркьой    | Гара „Бакъркьой“ на Истанбулски морски превози | ул. „Рауф Орбей“ • яхтено пристанище „Атакьой“ • Галерия • ул. „Кенеди“                                                                         |
| 2   | „Площад на свободата“  | Özgürlük Meydanı     | Бакъркьой    | YHT • TCDD • Станция „Бакъркьой“ на подводния жп тунел „Мармарай“                                                                                                   | Площад на свободата в Бакъркьой • ул. „Инджирли“ • парк „Юсуф Кьоксал“ • училище „Имам Хатип" в Бакъркьой                                       |
| 3   | „Инджирли“             | İncirli              | Бакъркьой    | Станция „Бакъркьой-Инджирли“ на „Линия 1“ на Истанбулското метро • Станция „Инджирли“ на „Линия 2“ на Истанбулското метро • Станция „Инджирли“ на Метробус Истанбул | парк „Хатидже Кючюк“ • Съдебна палата на Бакъркьой • бул. „Исмаил Ерак“ • Ботанически парк                                                      |
| 4   | „Хазнедар“             | Haznedar             | Бахчелиевлер | | парк „Гюньорен“ • ул. „Наджи Казъм“ • парк „Наджи Казъм“                                                                                        |
| 5   | „Илкюва“               | İlkyuva              | Бахчелиевлер | | ул. „Багджълар“ • Bahçelievler İSKİ Binası |
| 6   | „Йълдъзтепе“           | Yıldıztepe           | Багджълар    | | ул. „Багджълар“ • Анадолска гимназия „Багджълар“ • Основно училище в квартал „Йълдъзтепе“ • Средно училище „Ходжа Ахмед Ясави“                  |
| 7   | „Молла Гюрани“         | Molla Gürani         | Багджълар    | | парк „Молла Гюрани“ • бул. „Мехмет Акиф“ • парк „Йълдъзтепе“                                                                                    |
| 8   | „Киразлъ“              | Kirazlı              | Багджълар    | Станция „Киразлъ“ на „Линия 1“ на Истанбулското метро • Станция „Киразлъ“ на „Линия 34“ на Истанбулското метро (планувана за изграждане)                            | Център на хората с увреждания в община Багджълар                                                                                                |
| 9   | „Йени махала“          | Yenimahalle          | Багджълар    | | парк „мъченик Рамазан Саръкая“ в квартал „15 юли“ • ул. „Дьокумджюлер“ • Обществен палат на община Багджълар • Yenimahalle Metro İETT Peronları |
| 10  | „Махмутбей“            | Mahmutbey            | Багджълар    | Станция „Махмутбей“ на „Линия 7“ на Истанбулското метро | ул. „Маслак“ • ул. „Иньоню“ • ул. „Босна“ |
| 11  | „ИСТОЧ“                | İSTOÇ                | Багджълар    | | İSTOÇ (търговски център) |
| 12  | „Икители Санайъ“       | İkitelli Sanayi      | Башакшехир   | Станция „Икители Санайъ“ на „Линия 9“ на Истанбулското метро | Индустриални обекти (Metal-iş, Demirciler, Dolapdere, Aykosan)                                                                                  |
| 13  | „Тургут Йозал“         | Turgut Özal          | Башакшехир   | | бул. „Сюлейман Демирел“ • Индустриални обекти (İPKAS, Triko Center, Esenler, Bağcılar-Güngören, Sefaköy, ESKOOP, Evren)                         |
| 14  | „Сителер“              | Siteler              | Башакшехир   | | бул. „Ататюрк“ • Индустриални обекти (Fatih, Atatürk, ESKOOP, Dökümcüler)                                                                       |
| 15  | „Башак Конутларъ“      | Başak Konutları      | Башакшехир   | | Индустриални обекти (Tümsan, İSTEKS) • Културен център „Емин Сарач“ в Башакшехир                                                                |
| 16  | „Башакшехир-Метрокент“ | Başakşehir-Metrokent | Башакшехир   | | Metrokent (жилищен комплекс) • „Долина на водите“ (парк-комплекс в Башакшехир) • Metrokent İETT Peronları                                       |
| 17  | „Онуркент“             | Onurkent             | Башакшехир   | | парк „Онуркент“ • ул. „Мимар Кемалетин“ |
| 18  | „Градска болница“      | Şehir Hastanesi      | Башакшехир   | | Градска болница в Башакшехир „Чам и Сакура“ |
| 19  | Топлу Конутлар         | Toplu Konutlar       | Башакшехир   | | бул. „Каяшехир“ • Национален парк „Каяшехир“ |
| 20  | „Каяшехир-център“      | Kayaşehir Merkez     | Башакшехир   | Станция „Каяшехир-център“ на „Линия 11“ на Истанбулското метро (планувана за изграждане)                                                                            | пл. „Каяшехир“ • Национална градина „Башакшехир“ • Сградата на община Башакшехир • Централна джамия в Башакшехир                                |

## Галерия
- Входа към станция „Бакъркьой-крайбрежие“ през 2024 г.
- Входа към станция „Площад на свободата“ през 2024 г.
- Знаци пред входа към станция „Инджирли“ през 2024 г.
- Входа към станция „Махмутбей“ през 2021 г.
- Станция „Икители Санайъ“ през 2022 г.
- Входа към станция „Каяшехир-център“ през 2023 г.